# Chrysocharis cornigera
Chrysocharis cornigera är en stekelart som beskrevs av Christer Hansson 1995. Chrysocharis cornigera ingår i släktet Chrysocharis och familjen finglanssteklar. Inga underarter finns listade i Catalogue of Life.